# Florian Mania
Florian Mania (* 30. Juli 1984 in Darmstadt) ist ein deutscher Schauspieler und Musiker.

## Leben
Mania absolvierte nach einem Grundstudium in Theater- und Filmwissenschaft an der Johannes Gutenberg-Universität Mainz seine Schauspielausbildung von 2008 bis 2012 an der Hochschule für Musik und Darstellende Kunst Frankfurt am Main. Seit der Spielzeit 2011/12 gehört Florian Mania zum Schauspielensemble des Theater und Orchester Heidelbergs.

## Werk

### Theater (Auswahl)
- 2004: Maß der Dinge – theaterquarantäne / Regie: Hanno Hener (Rolle: Adam)
- 2005: System Schiller – theaterquarantäne / Regie: Hanno Hener (Rolle: Hyppolit)
- 2005: Datterich05. – theaterquarantäne / Regie: Hanno Hener (Rolle: Herr Schmidt)
- 2005: Odyssee06. – theaterquarantäne / Regie: Hanno Hener (Rolle: Amphinomos)
- 2011: DNA – am Schauspiel Frankfurt / Regie: Robert Schuster (Rolle: Jan)
- 2011: Wermut – am Theater Heidelberg / Regie: Laura Linnenbaum (Rolle: Ass Carita)
- 2011: Epic 3.0 – am Theater Heidelberg / Regie: Jens Poth (Rolle: Thees)
- 2012: Sammlung Prinzhorn – am Theater Heidelberg / Regie: Johann Kresnik (Rolle: Knüpfer/Arzt/Double)
- 2012: Happy End – am Theater Heidelberg / Regie: Philip Tiedemann (Rolle: Johnnie(Baby)/Kommissar)
- 2012: Einigkeit und... – am Theater Heidelberg / Regie: Tobias Rausch (Rolle: Max)
- 2012: Wie es euch gefällt – am Theater Heidelberg / Regie: Elias Perrig (Rolle: Le Beau/William)
- 2013: Leonce und Lena – am Theater Heidelberg / Regie: Philip Tiedemann (Rolle: Alfieri)
- 2013: Hanglage Meerblick – am Theater Heidelberg / Regie: Ingo Berk (Rolle: James Lingk)
- 2013: König Ubu – am Theater Heidelberg / Regie: Viktor Bodó (Rolle: Scharte/Bäuerin)
- 2013: Die drei Musketiere – am Theater Heidelberg / Regie: Holger Schultze (Rolle: Leutnant Felton)
- 2013: Sergeant Superpower rettet Amerika – am Theater Heidelberg / Regie: Erich Sidler (Rolle: diverse)
- 2013: Einer flog über das Kuckucksnest – am Theater Heidelberg / Regie: Matthias Kaschig (Rolle:Billy Bibbit)
- 2013: The Black Rider – am Theater Heidelberg / Regie: Paul-Georg Ditrich (Rolle: Wilhelm, Schreiber/Georg Schmid)

### Filmografie (Auswahl)
- 2009: Störche in Zeiten der Krise – von Moritz Nyncke (Kurzfilm, Rolle: Storch)
- 2010: Der Hirte – von Sinje Köhler (Kurzfilm, Rolle: Tobi/Der Hirte)
- 2010: Viel Spaß – von Nicolai Hildebrandt (Kurzfilm, Hauptrolle)
- 2011: Cats Lost in Space – von Eva Münnich (Kurzfilm, Rolle: Miller)
- 2011: Out Of Business – von Nicolai Hildebrandt (Kurzfilm, Hauptrolle)
- 2012: Zirkl – von Michael Mladek/Claudio Como (Kurzfilm, Rolle: Erwin)
- 2012: Mutter Natur – von André Kirchner (Kurzfilm)
- 2012: Schöne Füße – von Tim Ungermann (Kurzfilm, Hauptrolle)
- 2013: Talking Pets – Circles – von Christoph Lacmanski (Musikvideo, Hauptrolle)
- 2014: Männerhort – von Franziska Meyer Price (Kinofilm, Rolle: Abschleppwagenfahrer)
- 2018: Petting statt Pershing – von Petra Lüschow (Kinofilm)